# Acordo de Greentree
Acordo de Greentree foi o tratado formal que resolveu a disputa fronteiriça entre Camarões e Nigéria sobre a península de Bakassi, rica em petróleo e gás natural.  A disputa teve raízes já em 1913,  1981,  1994, e em 1996 confrontos armados entre Nigéria e Camarões ocorreram em Bakassi.  A disputa foi submetida ao Tribunal Internacional de Justiça que, em 10 de outubro de 2002, decidiu em favor dos Camarões. 

Em 12 de junho de 2006, o presidente nigeriano Olusegun Obasanjo e o presidente camaronês Paul Biya assinaram o Acordo de Greentree relativo à retirada de tropas e a transferência de autoridade na Península. A retirada das tropas nigerianas foi marcada para 60 dias, mas permitiu uma possível extensão de 30 dias, enquanto a Nigéria pôde manter sua administração civil e a polícia em Bakassi por mais dois anos. O governo nigeriano cumpriu e retirou suas tropas, motivado pelo risco de perder a ajuda externa. 
Um comitê de acompanhamento, composto por representantes dos Camarões, Nigéria, ONU, Alemanha, EUA, França e Reino Unido, foi criado para monitorar a implementação do acordo. 
Em 13 de agosto de 2013, o Conselho de Segurança das Nações Unidas declarou que saudava o fim pacífico dois dias antes do regime de transição especial na Península de Bakassi. 